# Kevin Torres (baloncestista)
Kevin Torres Cuevas (Barcelona, 22 de julio de 2003) es un baloncestista español que juega como escolta para el CB Clavijo de la Liga LEB Oro. Mide 1,88 metros. Es hermano del también baloncestista Mike Torres.

## Trayectoria deportiva
Nacido en Barcelona es un jugador formado en las categorías inferiores del JAC Sants y en el AESE.
En la temporada 2021-22, formaría parte del Bàsquet Girona B de Liga EBA con apenas 16 años.
El 22 de febrero de 2023, firma por el CB Clavijo de la Liga LEB Plata hasta el final de la temporada.
El 27 de abril de 2023, renueva su contrato con el conjunto riojano por una temporada.
En la temporada 2023-24, formaría parte de la plantilla del CB Clavijo en la Liga LEB Oro.